# Scylaticus albipilus
Scylaticus albipilus är en tvåvingeart som beskrevs av Becker 1922. Scylaticus albipilus ingår i släktet Scylaticus och familjen rovflugor.
Artens utbredningsområde är Sudan. Inga underarter finns listade i Catalogue of Life.